# Józef Bykowski
Józef Bykowski (ur. ok. 1882, zm. 6 lipca 1906 w Konstantynowie Łódzkim) – polski działacz niepodległościowy (ps. Ketling, Ryś).
Działalność polityczną rozpoczął w Polskiej Partii Socjalistycznej w Łodzi, następnie przeszedł do Socjaldemokracji Królestwa Polskiego i Litwy (SDKPiL) dzielnicy Górna w Łodzi.
Po utworzeniu w 1905 r. przez SDKPiL drużyny bojowej, Bykowski wszedł w jej skład. Działał w niej pod pseudonimem "Ketling". Zgninął w starciu z Kozakami w Konstantynowie pod Łodzią.